# Université nationale de Guinée équatoriale
 (juin 2024).
La mise en forme du texte ne suit pas les recommandations de Wikipédia : il faut le « wikifier ».
Les points d'amélioration suivants sont les cas les plus fréquents :
- Les titres sont pré-formatés par le logiciel. Ils ne sont ni en capitales, ni en gras.
- Le texte ne doit pas être écrit en capitales (les noms de famille non plus), ni en gras, ni en italique, ni en « petit »…
- Le gras n'est utilisé que pour surligner le titre de l'article dans l'introduction, une seule fois.
- L'italique est rarement utilisé : mots en langue étrangère, titres d'œuvres, noms de bateaux, etc.
- Les citations ne sont pas en italique mais en corps de texte normal. Elles sont entourées par des guillemets français : « et ».
- Les listes à puces sont à éviter, des paragraphes rédigés étant largement préférés. Les tableaux sont à réserver à la présentation de données structurées (résultats, etc.).
- Les appels de note de bas de page (petits chiffres en exposant, introduits par l'outil «  Source ») sont à placer entre la fin de phrase et le point final[comme ça].
- Les liens internes (vers d'autres articles de Wikipédia) sont à choisir avec parcimonie. Créez des liens vers des articles approfondissant le sujet. Les termes génériques sans rapport avec le sujet sont à éviter, ainsi que les répétitions de liens vers un même terme.
- Les liens externes sont à placer uniquement dans une section « Liens externes », à la fin de l'article. Ces liens sont à choisir avec parcimonie suivant les règles définies. Si un lien sert de source à l'article, son insertion dans le texte est à faire par les notes de bas de page.
- La présentation des références doit suivre les conventions bibliographiques. Il est recommandé d'utiliser les modèles {{Ouvrage}}, {{Chapitre}}, {{Article}}, {{Lien web}} et/ou {{Bibliographie}}. Le mode d'édition visuel peut mettre en forme automatiquement les références.
- Insérer une infobox (cadre d'informations à droite) n'est pas obligatoire pour parachever la mise en page.

Pour une aide détaillée, merci de consulter Aide:Wikification.
Si vous pensez que ces points ont été résolus, vous pouvez retirer ce bandeau et améliorer la mise en forme d'un autre article.
L'Université nationale de Guinée équatoriale (UNGE, Universidad Nacional de Guinea Ecuatorial en espagnol) est un établissement public d'enseignement supérieur, l'une des principales universités de Guinée équatoriale en Afrique centrale.

## Histoire
L'UNGE trouve ses racines dans la période coloniale espagnole, avec la création des premiers lycées du pays. La tradition universitaire a débuté avec la création de l'Institut Colonial Indigène en 1935, devenu École Supérieure Indigène en 1943, marquant ainsi le début de l'enseignement supérieur en Guinée. Au fil des années et des changements politiques, elle devient successivement l'École Supérieure Santo Tomás de Aquino, puis l'École Supérieure Martin Luther King sous le régime de Francisco Macías Nguema. Les réformes post-coup d'État de 1979 ont conduit à la création d'écoles universitaires spécialisées, précurseurs de l'UNGE,.
En 1995, l'UNGE est officiellement créée par la loi n°12/1995 du 6 janvier 1995, regroupant plusieurs écoles universitaires préexistantes sous une même entité.

## Structure organisationnelle
En 2015, l'université est structurée comme suit :
- Faculté de l'Environnement ;
- Faculté des Sciences sociales et humaines ;
- Faculté des Sciences de l'Éducation de Malabo ;
- Faculté des Sciences de l'Éducation de Bata ;
- Faculté d'Architecture et d'Ingénierie de Bata ;
- École de Médecine ;
- Faculté de Sciences humaines et de Sciences religieuses.

L'UNGE comprend également trois écoles universitaires affiliées :
- École Universitaire d'Études Agricoles, de Pêche et de Foresterie "Obiang Nguema Mbasogo" (Faculté d'Ingénierie de Malabo) ;
- École Universitaire d'Administration ;
- École Universitaire de Santé et d'Environnement.

## Infrastructure
Le campus principal de Malabo est situé sur l'Avenue Hassan II. Le bâtiment du rectorat, construit en 1949, fait partie du patrimoine architectural national. Le campus de Malabo dispose d'une résidence d'une capacité de 200 places.
L'université possède également un siège du rectorat à Bata.

## Recteurs
| Nom                             | Mandat                 | Affiliation                                                       |
| ------------------------------- | ---------------------- | ----------------------------------------------------------------- |
| Maria Teresa Avoro Nguema Ebana | janvier 1995 - 1996    | École Universitaire de Formation des Enseignants de Malabo        |
| Federico Edjo Ovono             | 1996 - août 2003       | École Universitaire d'Études Agricoles, de Pêche et de Foresterie |
| Carlos Nse Nsuga                | août 2003 - avril 2015 | Faculté des Sciences de l'Éducation de Malabo                     |
| Filiberto Ntutumu Nguema Nchama | depuis avril 2015      | École Universitaire d'Études Agricoles, de Pêche et de Foresterie |